# Stolnica

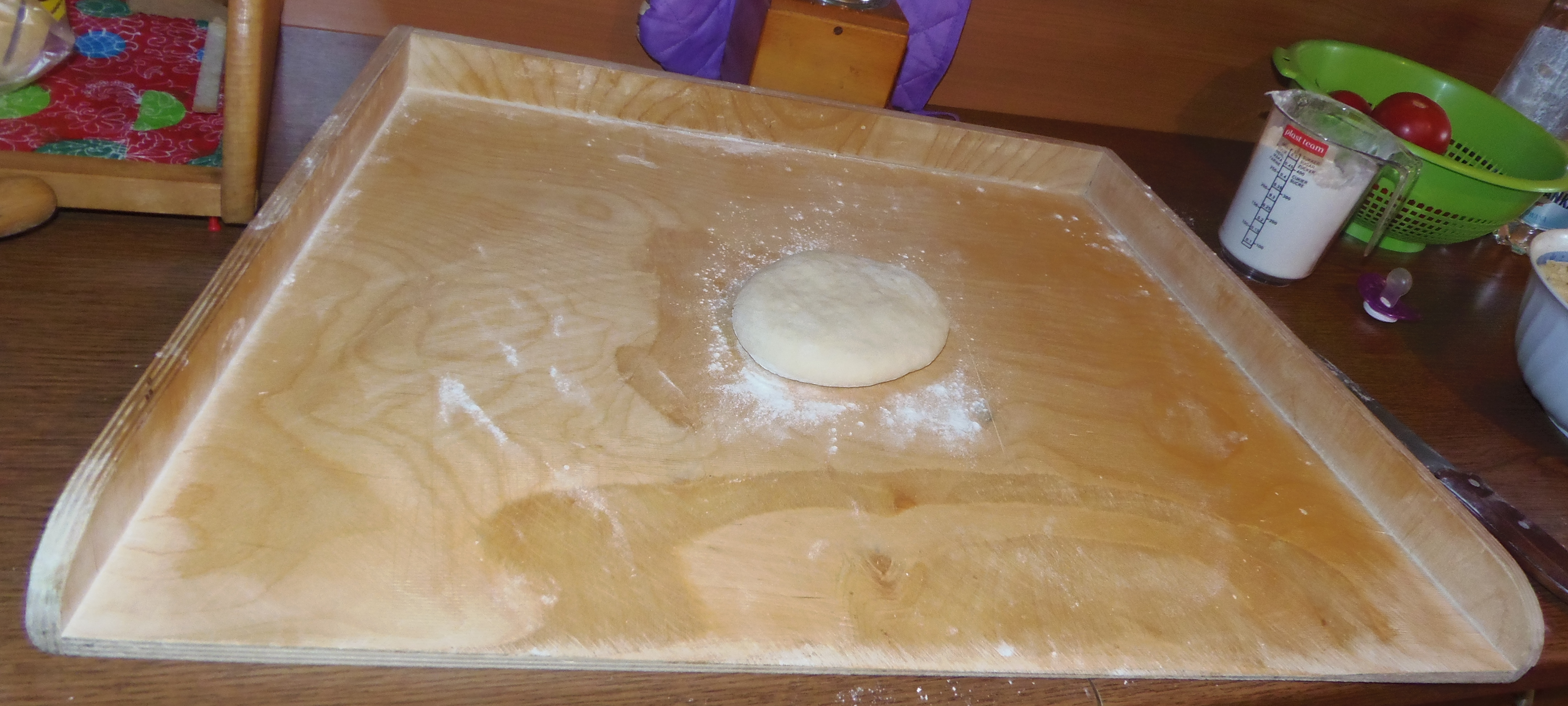
Stolnica

Stolnica – drewniany blat, często ograniczony z trzech stron listwami, służący do wstępnej obróbki (zagniatania, wałkowania, porcjowania) ciasta.
Formą stolnicy może być płyta marmurowa, która ma bardzo gładką i chłodną powierzchnię, ułatwiającą wałkowanie. Po dodatkowym schłodzeniu (np. kostkami lodu) doskonale nadaje się do obróbki ciast tłustych, np. francuskiego.